# Ommadawn
Ommadawn è il terzo album di studio di Mike Oldfield, pubblicato nel 1975 dalla Virgin Records in formato LP, MC e Stereo8.

## Il disco
L'opera si articola in due momenti separati (com'era consuetudine per l'artista in quegli anni): la prima parte, della durata di 19 minuti circa, riprende varie volte il motivo iniziale sviluppandolo con velocità e strumenti sempre differenti terminando con una lunga "coda" di percussioni dal sapore afro-celtico grazie alla presenza di un gruppo di musicisti africani che si mescola perfettamente con il bodhrán di Mike. La seconda parte si sviluppa più o meno allo stesso modo terminando con un assolo di chitarra elettrica.
In coda alla seconda parte è presente un brano a sé stante denominato On Horseback. Il testo molto semplice, cantato dallo stesso Oldfield ed ispirato al suo tempo libero quando non suona, è accompagnato da un coro.
Molti sono i musicisti che accompagnano l'artista in questo album: tra questi, la sorella Sally Oldfield ed il fratello Terry Oldfield, nonché la cantautrice Bridget St John e Paddy Moloney, virtuoso di uilleann pipes e leader dei Chieftains, benché il suo nome compaia solo sull'etichetta del lato B del disco, probabilmente a causa di un errore di stampa dei crediti nell'inner sleeve.

Nel 2017 il disco ha ricevuto un seguito, Return to Ommadawn; a differenza del disco originale, il sequel è stato registrato interamente in digitale, mentre lo stesso Oldfield spiegò così il ritorno ad Ommadawn e la creazione dell'originale del 1975 con queste parole:
“Guardando ai social, i primi tre album 40 anni dopo rimangono i favoriti di tutti, e Ommadawn più di Tubular Bells. Secondo me perché rappresenta una parte genuina di musica più che di produzione. Non c’era uno scopo; non volevo ottenere nulla né compiacere qualcuno. Era semplicemente fare della musica in modo spontaneo e pieno di vita. Fare Return To Ommadawn è come un ritorno al me stesso autentico.”

## Pubblicazione
L'album è stato pubblicato originalmente in formato LP, musicassetta e Stereo8. Così come Tubular Bells e Hergest Ridge, l'album è stato inoltre incluso nel box di 4 LP Boxed, pubblicato nel 1976. L'album è stato inoltre ristampato in CD nel 1986.
Nel 2010, alla stregua degli album precedenti, l'opera è stata ripubblicata in una nuova versione rimasterizzata. Dal sito ufficiale era possibile acquistare un'edizione limitata a 250 copie contenente l'LP, l'edizione deluxe e una riproduzione della copertina del disco autografata.

## Tracce

### LP originale
1. Ommadawn, part one - 19:23 - (Mike Oldfield)
2. Ommadawn, part two - 13:54 - (Mike Oldfield)
  - On Horseback (inclusa nella part two appare come traccia singola solo su una ristampa del cd) - 3:23 - (Mike Oldfield)

### Edizione 2010
1. "Ommadawn (Part One)" - 19.06 (2010 Stereo Mix by Mike Oldfield)
2. "Ommadawn (Part Two)" / "On Horseback" - 17.25 (2010 Stereo Mix by Mike Oldfield)
3. "In Dulci Jubilo" - 2.52 (Tradizionale, arrangiamento Oldfield)
4. "First Excursion" - 5.54 (Oldfield, Bedford)
5. "Argiers" - 3.59 (Tradizionale, arrangiamento Oldfield)
6. "Portsmouth" - 2.01 (Tradizionale, arrangiamento Oldfield)

### Deluxe edition
CD1

Tutte le tracce dell'edizione 2010.
CD2
1. "Ommadawn Part One" 1975 Stereo Mix (Mike Oldfield)
2. "Ommadawn (Part Two)" / "On Horseback" 1975 Stereo Mix (Mike Oldfield)
3. "Ommadawn (Lost Version)" 1975 Demo (Mike Oldfield)

DVD
1. "Ommadawn (Part One)" 2010 5.1 Surround Mix by Mike Oldfield
2. "Ommadawn (Part Two)" / "On Horseback" 2010 5.1 Surround Mix by Mike Oldfield
3. "In Dulci Jubilo"
4. "Portsmouth"

## Musicisti
- Mike Oldfield – basso acustico, chitarra folk, banjo, bouzouki, bodhrán, chitarra classica, basso, chitarra elettrica, organo, glockenspiel, arpa, mandolino, percussioni, pianoforte, spinetta, chitarra steel, sintetizzatore, chitarra a 12 corde e voce
- Don Blakeson - tromba
- Herbie - northumbrian pipe
- The Hereford City Band - ottoni
- Julian Bahula, Eddie Tatane, Ernest Mothle, Lucky Ranku - batteria
- Pierre Moerlen - timpani
- Paddy Moloney - uilleann pipes
- William Murray - percussioni
- Sally Oldfield - voce
- Terry Oldfield - flauto di Pan
- Leslie Penning - flauto dolce
- "The Penrhos Kids" (Abigail, Briony, Ivan e Jason Griffiths) - canto in On Horseback
- Clodagh Simmonds - voce
- Bridget St John - voce
- David Strange - violoncello